# Ивановка (Краснодарский край)
Ивановка — хутор в Тбилисском районе Краснодарского края Российской Федерации.
Входит в состав Нововладимировского сельского поселения.

## География
Расположен на реке Бейсуг.

### Улицы
- ул. Заречная,
- ул. Северная,
- ул. Советская.

## Население
| 2002 | 2010 |
| ---- | ---- |
| 370  | ↘313 |